# Monnina vitis-idaea
Monnina vitis-idaea là một loài thực vật có hoa trong họ Polygalaceae. Loài này được Chodat mô tả khoa học đầu tiên năm 1934.